# Oberkommando der Küstenverteidigung

Standarte eines Stabes eines Armeeoberkommandos (1871–1918)

Als Oberkommando der Küstenverteidigung wurde ein Großverband und die dazugehörigen Kommandobehörde des deutschen Heeres während des Ersten Weltkrieges (1914–1918) bezeichnet. Sie umfasste jeweils mehrere Armee- oder Reservekorps sowie zahlreiche Spezialtruppen.

## Geschichte
Bereits am 2. August 1914 wurden in Schleswig-Holstein Verbände zusammengezogen, um einer befürchteten Landung von Truppen der Entente zu begegnen. Dies war in erster Linie das verstärkte IX. Reserve-Korps unter General der Infanterie Max von Boehn, welches auch als “Nordarmee” bezeichnet wurde. Nach etwa drei Wochen wurden die Verbände jedoch am 23. August 1914 an die Westfront verlegt.
Mit der Allerhöchsten Kabinetts-Order vom 14. April 1916 wurde erneut eine Küstenverteidigung organisiert, da die Bedrohung von Seeseite her gewachsen erschien. Neuer Oberbefehlshaber im »Oberkommando der Küstenverteidigung« wurde Generaloberst Ludwig von Falkenhausen berufen. Als dessen Dienstsitz wurde Hamburg bestimmt. Das Oberkommando bestand aus einem vollständigen Stab mit einem Chef des Generalstabes, einem Generalquartiermeister (bis 5. März 1918), einem General der Fußartillerie (bis 30. Juni 1917) und einen General der Pioniere (bis 24. Oktober 1917).
Das Oberkommando erhielt den Auftrag die Verteidigungsanlage an der Küste in abwehrbereitem Zustand zu halten und alle Maßnahmen zu treffen, um im Fall einer alliierten Bedrohung eine Armee zusammenzuziehen. Dazu besaß es Verfügungsgewalt über die an das Meer grenzenden Korpsbezirke I, XXVII, II, IX, X, VII und VIII, den Grenzschutz gegenüber Dänemark und alle Truppen im Dienst des Küstenschutzes. Von Zeit zu Zeit unterstanden dem Oberkommando auch geschlossene Verbände unterstellt, wie zum Beispiel die Divisionen Altona und Stettin (1. Juli bis 10. Oktober 1916) oder die 251., 252. und 253. Infanterie-Division (10. Januar 1917 bis 25. Februar 1918). Zeitweise wurden auch das Generalkommando 65 und das Generalkommando des XXXIX. Reserve-Korps zur Bildung von Kampfgruppen dem Oberkommando unterstellt. Auch die Zusammenarbeit mit der Kaiserlichen Marine sollte koordiniert werden.
Am 18. September 1918 wurde die Stelle des Oberkommandierenden aus Etat-Gründen gestrichen. Am 1. November 1918 wurde das Oberkommando selbst für immobil erklärt und am 24. November 1918 endgültig aufgelöst.